# Pataudi
Pataudi (en hindi: पटौदी ) es una ciudad de la India en el distrito de Gurgaon, estado de Haryana. Durante el gobierno de la Compañía Británica de las Indias Orientales fue la capital de un pequeño estado principesco, bajo el control de los Nawabs de Pataudi.

## Geografía
Se encuentra a una altitud de 234 m s. n. m. a 312 km de la capital estatal, Chandigarh, en la zona horaria UTC +5:30.

## Demografía
Según estimación 2011 contaba con una población de 21 367 habitantes.